# Paraeusandalum chilense
Paraeusandalum chilense är en stekelart som beskrevs av Gibson 1989. Paraeusandalum chilense ingår i släktet Paraeusandalum och familjen hoppglanssteklar. Inga underarter finns listade i Catalogue of Life.